# Kenny Chery
Kenny Fred Chery (Montreal, Quebec, 24 de gener de 1992) és un jugador de bàsquet professional canadenc.

## Carrera esportiva
Després de no ser seleccionat al draft de l'NBA del 2015, Chery va signar amb l'equip hongarès Alba Fehérvár. El 27 d'agost de 2016 va fitxar amb el Real Betis Baloncesto de la lliga ACB, on va fer una mitjana de 9 punts, 1,7 assistències i 2,5 rebots per partit. La temporada següent, va fitxar pel Gipuzkoa Basket.
El 4 d'agost de 2018 va fitxar pel Boulazac Basket Dordogne de la LNB Pro A francesa. L'any següent segueix a França al fitxar pel Nanterre 92, també de la LNB Pro A. El 27 de juny de 2020 signa amb el Brescia.
El 30 d'agost de 2021 va signar amb l'equip rus Avtodor de la VTB United League. Va deixar l'equip després de la invasió russa d'Ucraïna el 2022. Fins aquell moment tenia una mitjana de 10,8 punts, 5,3 assistències, 3,9 rebots i 1,6 robatoris per partit. En el mas de març de 2022 fitxar amb l'Herbalife Gran Canaria de la Lliga ACB.
El 23 d'octubre de 2022 fitxa pel Petkim Spor del Basketbol Süper Ligi (BSL). En el mes d'octubre de la temporada següent torna a la Lliga ACB amb un contracte temporal de dos mesos, aquesta vegada amb el Club Joventut Badalona, suplint la baixa d'Andrés Feliz, lesionat del turmell. En el mes de desembre finalitza el seu contracte amb la Penya i al febrer és anunciat com a nou jugador del Bàsquet Girona.